# Limnophora curvimedia
Limnophora curvimedia är en tvåvingeart som beskrevs av Zielke 1974. Limnophora curvimedia ingår i släktet Limnophora och familjen husflugor.
Artens utbredningsområde är Tanzania. Inga underarter finns listade i Catalogue of Life.